# Damana (Tondikandia)
Damana ist der Hauptort der Landgemeinde Tondikandia in Niger.

## Geographie
Das Dorf liegt auf einer Höhe von 211 m am rechten Ufer des Trockentals Dallol Bosso. Das Gebiet in und um Damana bildet neben Fandou Mayaki einen der beiden Siedlungsschwerpunkte der Landgemeinde Tondikandia, die zum Departement Filingué in der Region Tillabéri gehört. 
Durch Damana verläuft die Nationalstraße 25, über die man Richtung Südwesten nach 20 Kilometern die Kleinstadt Balleyara in der Gemeinde Tagazar und Richtung Nordosten ebenfalls nach 20 Kilometern das Dorf Bonkoukou in der Gemeinde Imanan erreicht. Bei der Fahrt nach Balleyara zweigt nach vier Kilometern die Nationalstraße 23 Richtung Dogondoutchi ab.
Die Siedlung wird zur Übergangszone zwischen Sahel und Sudan gerechnet. Sie ist Teil einer etwa 70.000 Hektar großen Important Bird Area, die unter der Bezeichnung Dallol Boboye den mittleren Abschnitt des Dallol Bosso vom Stadtzentrum von Filingué bis circa 15 Kilometer südlich von Balleyara umfasst.

## Geschichte

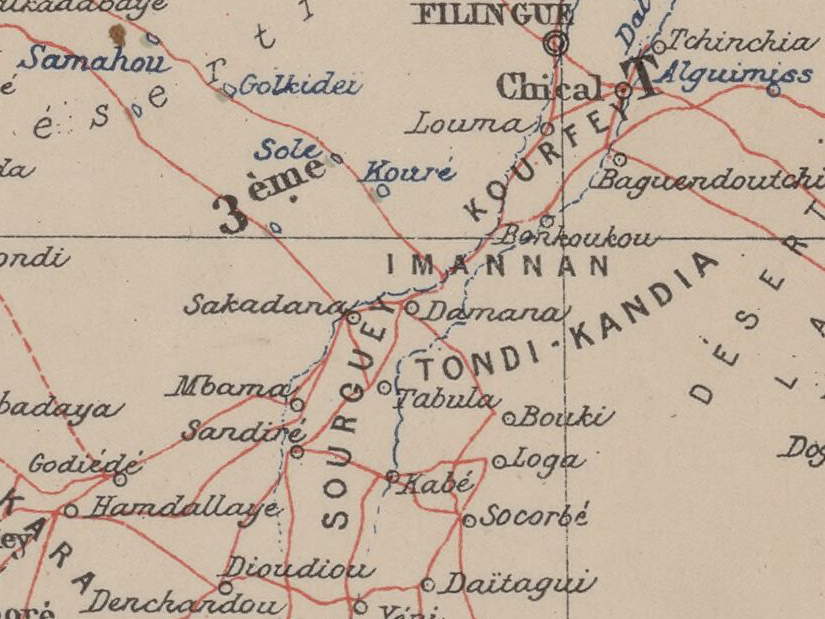
Ausschnitt einer Karte von 1903 mit Damana im Zentrum

Im Zuge der Inbesitznahme der späteren Kolonie Niger richtete Frankreich 1901 einen Kanton Tondikandia mit Sitz in Damana ein. Der erste Kantonschef war der Zarma-Kriegsherr Karanta. Das Gebiet war zuvor politisch nicht geeint gewesen. Karanta und seine Nachfolger nahmen den Herrschertitel Zarmakoye („Herr der Zarma“) an. Dem Zarmakoye ist ein Mayaki („Kriegsherr“) untergeordnet, dessen Sitz sich traditionell im Dorf Fandou Mayaki befindet. Die 364 Kilometer lange Piste für Reiter zwischen Dogondoutchi und Niamey, die durch Damana führte, galt in den 1920er Jahren als einer der Hauptverkehrswege in der damaligen französischen Kolonie Niger.
Damana ist eng mit der Familie von Seyni Kountché verbunden, der von 1974 bis 1987 der Staatschef Nigers war. So wirkte Amadou Kountché, ein Bruder Seyni Kountchés, als Zarmakoye von Damana. Damana ist zudem der Geburtsort von Demba Maïnassara, des ersten Chefs des Generalstabs der Streitkräfte Nigers.
Im Dürrejahr 1984 nahm das Dorf Viehzüchter aus anderen Gegenden auf. Nachdem bewaffnete Gruppen die Region schon länger unsicher gemacht hatten, kam es am 24. November 2023, einem Markttag, zu einem Angriff auf das Dorf. Dabei starben ein Zivilist und bei der Verfolgung durch die Sicherheitskräfte vier der Angreifer. Das Armed Conflict Location and Event Data Project erfasste für das erste Quartal 2024 in der Region Tillabéri insgesamt 122 gewaltsame Konfliktfälle mit 394 Toten und nannte Damana unter den betroffenen Orten.

## Bevölkerung
Bei der Volkszählung 2012 hatte Damana 3607 Einwohner, die in 507 Haushalten lebten. Bei der Volkszählung 2001 betrug die Einwohnerzahl 3507 in 378 Haushalten und bei der Volkszählung 1988 belief sich die Einwohnerzahl auf 3658 in 526 Haushalten.

## Wirtschaft und Infrastruktur
Im Dorf gibt es einen Wochenmarkt. Der Markttag ist Freitag. In Damana wird Bewässerungsfeldwirtschaft betrieben. Im Jahr 2020 belief sich die dafür genutzte Fläche auf neun Hektar. Das staatliche Versorgungszentrum für landwirtschaftliche Betriebsmittel und Materialien (CAIMA) unterhält eine Verkaufsstelle in Damana. Die Niederschlagsmessstation im Ort wurde 1986 in Betrieb genommen.
Mit einem Centre de Santé Intégré (CSI) ist ein Gesundheitszentrum im Dorf vorhanden. Der CEG Damana ist eine Schule der Sekundarstufe des Typs Collège d’Enseignement Général und der CEG FA Damana eine Schule der Sekundarstufe des Typs Collège d’Enseignement Général Franco Arabe. Beim Centre de Formation aux Métiers de Damana (CFM Damana) handelt es sich um ein Berufsausbildungszentrum.